# 林尊龙
林尊龍（1944年1月—），男，漢族，福建平潭人，中华人民共和国军事、政治人物。中國人民解放军少將。
1961年8月入伍，在北京军区服务。1990年6月，任某集团军参谋长。1993年3月，任贵州省军区参谋长。1994年3月，任四川省军区参谋长。1997年7月，任重庆警备区司令员。2000年5月，兼任重庆市委常委。